# Scopula quadrilineata
Scopula quadrilineata là một loài bướm đêm trong họ Geometridae.